# Christmas Kisses
Christmas Kisses (en español, «Besos navideños») es el primer extended play (EP) de la cantautora estadounidense Ariana Grande. Fue lanzado el 17 de diciembre de 2013 como una colección festiva de clásicos navideños. La cuarta canción, «Santa Baby», incluye la participación de su amiga y excoestrella en la serie Victorious, Elizabeth Gillies. El EP comercializó 205 000 copias mundialmente.[cita requerida]

## Antecedentes
El 6 de noviembre de 2013, Ariana anuncia en su cuenta de Twitter que lanzará una nueva canción cada semana previo a Navidad, comenzando con un cover de la canción "Last Christmas" de Wham!: "¡Lanzaré nueva música por Navidad! Una nueva canción cada semana como cuenta regresiva para las fiestas a partir del 19 de noviembre. Más allá de estar emocionada por compartirlo con ustedes, la primera canción #LastChristmas saldrá en noviembre 19. No puedo esperar a que la escuchen. Serán originales. Espero que les guste la música." "Last Christmas" fue lanzado como el primer sencillo teniendo reseñas positivas y siendo aclamado por la crítica por su "R&B spin" en el clásico de Navidad. En la semana final de noviembre, Grande publicó una original canción navideña llamada "Love Is Everything" y también se reveló que Ariana lanzaría su EP Christmas Kisses en un mes. En la primera semana de diciembre publicó su tercer sencillo llamado "Snow in California" seguido de un cover del clásico navideño de 1953, "Santa Baby" que incluye la participación de su ex-coestrella en la serie Victorious, Elizabeth Gillies.

## Promoción

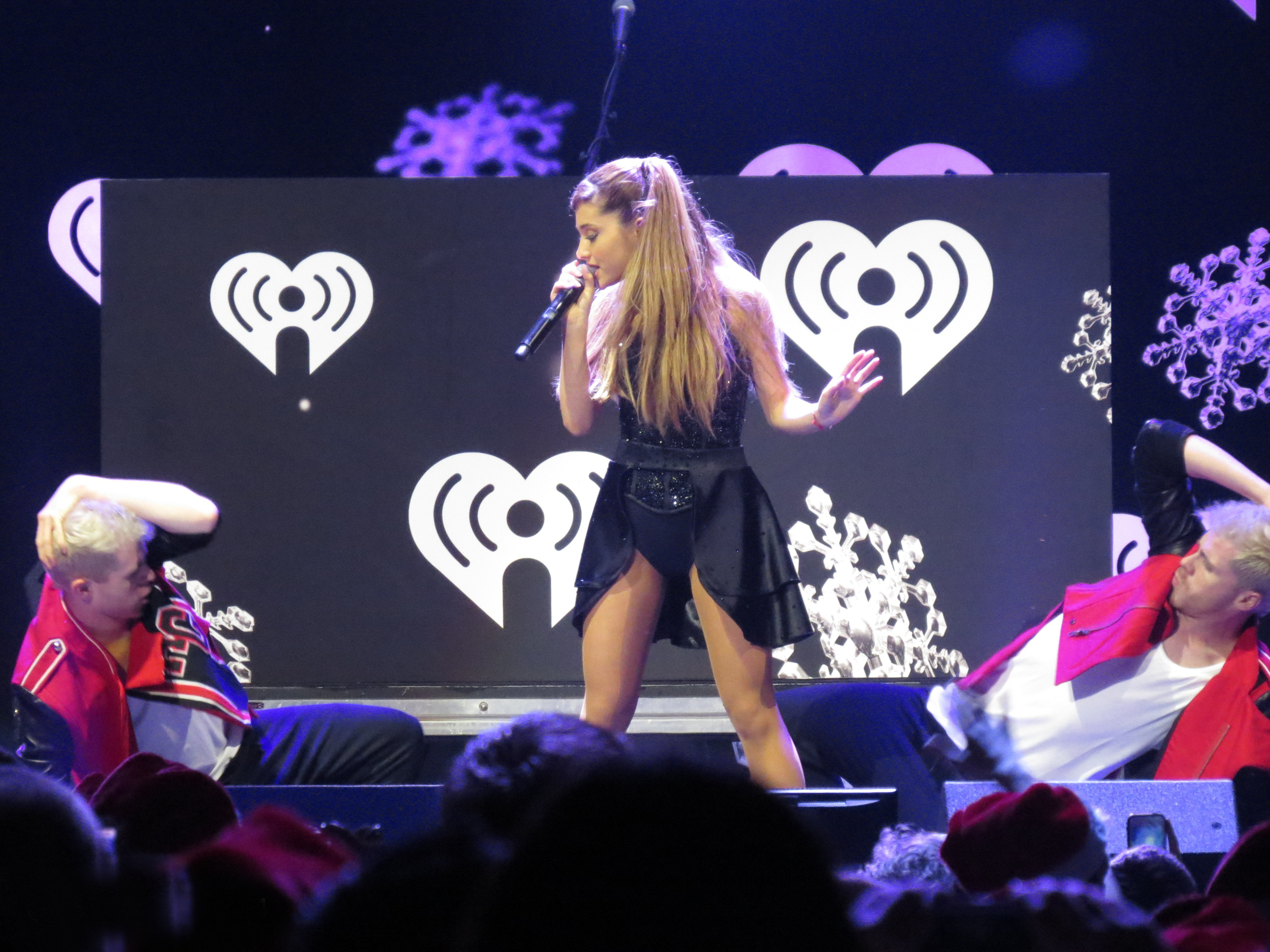
Grande actuando durante el Jingle Ball.

Para promocionar el EP antes de la llegada de la Navidad, Grande realizó varias presentaciones en directo, como en el Desfile del día de Acción de Gracias de Macy's de Nueva York o el encendido del árbol de Navidad del Rockefeller Center por NBC. Grande también participó durante los espectáculos del Jingle Bell de varias ciudades de Estados Unidos. Además, también participó en el concierto de fin de año, en Times Square, Dick Clark's New Year's Rockin' Eve.

## Lista de canciones
| N.º   | Título                         | Escritor(es)                                                   | Duración |  |
| 1.    | «Last Christmas»               | George Michael, Ariana Grande                                  | 3:24     |  |
| 2.    | «Love Is Everything»           | Ariana Grande, Kenneth "Babyface" Edmonds, Antonio Dixon       | 3:33     |  |
| 3.    | «Snow in California»           | Ariana Grande, Matt Squire, Thomas Lee Brown, Victoria McCants | 3:27     |  |
| 4.    | «Santa Baby (con Liz Gillies)» | Joan Javits, Philip Springer, Tony Springer                    | 2:51     |  |
| 13:15 |                                |                                                                |          |  |

Relanzamiento japonés

| N.º   | Título          | Escritor(es)                                   | Duración |  |
| 5.    | «Santa Tell Me» | Ariana Grande, Savan Kotecha, Ilya Salmanzadeh | 3:24     |  |
| 16:29 |                 |                                                |          |  |